# Jean François Mbaye
Pour les articles homonymes, voir Mbaye.
Jean François Mbaye, né le 1er janvier 1979 à Dakar (Sénégal), est un juriste et homme politique français, membre de La République en marche. Il est élu député de la deuxième circonscription du Val-de-Marne aux élections législatives de 2017. Il est battu en 2022 par Clémence Guetté.

## Biographie
Aîné d'une fratrie de trois enfants issue d'une mère qui a servi durant 26 ans comme secrétaire à la représentation diplomatique de la République d'Autriche à Dakar et d'un père ingénieur agronome[source insuffisante], il est sensibilisé très jeune à la politique grâce à sa grand-mère maternelle, qui est conseillère municipale de l'île sénégalaise de Gorée.
En 1998, après avoir obtenu un bac littéraire à Dakar, il quitte le Sénégal pour poursuivre ses études à Perpignan. Il obtient une maîtrise en droit, puis un master 2 en droit de la santé, médical et médico-social à l’université Paris-VIII. Il est doctorant en droit public depuis 2015.
Jean François Mbaye est élu député de la deuxième circonscription du Val-de-Marne lors des élections législatives de 2017 sous les couleurs de La République en marche.
En septembre 2019, avec d'autres députés de l'aile gauche du groupe LREM, il signe une tribune appelant à répartir les migrants dans les zones rurales en pénurie de main-d'œuvre. En novembre 2019, il co-signe une tribune avec dix autres députés LREM pour s’opposer aux mesures prévues par le gouvernement sur l’immigration concernant la santé et notamment l’aide médicale d’État (AME), plaidant pour ne pas céder « à l’urgence et à la facilité ».
Au moment de la Pandémie de Covid-19, en avril 2020, Jean François Mbaye adresse avec 31 autres députés une lettre ouverte à Jean-Paul Mira et Camille Locht, à la suite de leurs propos sur LCI concernant l'opportunité de mener des expérimentations thérapeutiques en Afrique.
Début mai 2021, il est annoncé comme candidat aux élections départementales comme titulaire dans le canton Créteil 1, mais il est éliminé au premier tour du scrutin.
Candidat à sa réélection lors des élections législatives de 2022, il s'incline au second tour devant Clémence Guetté en obtenant 35,8 % des suffrages,.